# Comuna Musigati
Musigati  este o comună în provincia Bubanza, Burundi. Reședința ei este orașul omonim.
1. ↑  GeoNames, accesat în 9 iulie 2017